# Triavna

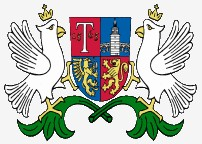
Brasão de Triavna

Triavna ou Triávna (em búlgaro:  Трявна) é uma cidade da Bulgária, situada no centro geográfico do país, a 20 km a este de Gabrovo e 40 km a sul de Veliko Tarnovo. O seu município cobre uma área de 255 km2, na vertente norte da cordilheira central dos Bálcãs.
A localidade é famosa pela sua indústria têxtil e pelas típicas construções do período do Renascimento Nacional Búlgaro. A cidade contém cerca de 140 monumentos culturais, museus e exposições.

## Situação geográfica
A cidade está situada no vale do rio Trevnenska que nasce nos Bálcãs centrais, rodeada de montanhas que no inverno se cobrem de neve e que fazem da cidade uma concorrida estância de férias. Na cidade e seus arredores, a altitude varia entre os 380 e os 1489 m acima do nível do mar.
Em torno da cidade encontram-se vastas áreas de floresta de carvalhos e faias, alternando com prados e pastagens.

## História
A cidade de Triavna constituiu-se como um centro regional no século XVIII, embora haja registos antigos que indicam ter havido a existência de comunidades humanas no local, provavelmente desde o tempo dos trácios. No final doséculo XIX, tornou-se um importante pólo cultural e industrial, apostando no desenvolvimento dos ofícios que marcaram o período do Renascimento Búlgaro: o entalhe de madeiras e a pintura de ícones.

## Galeria

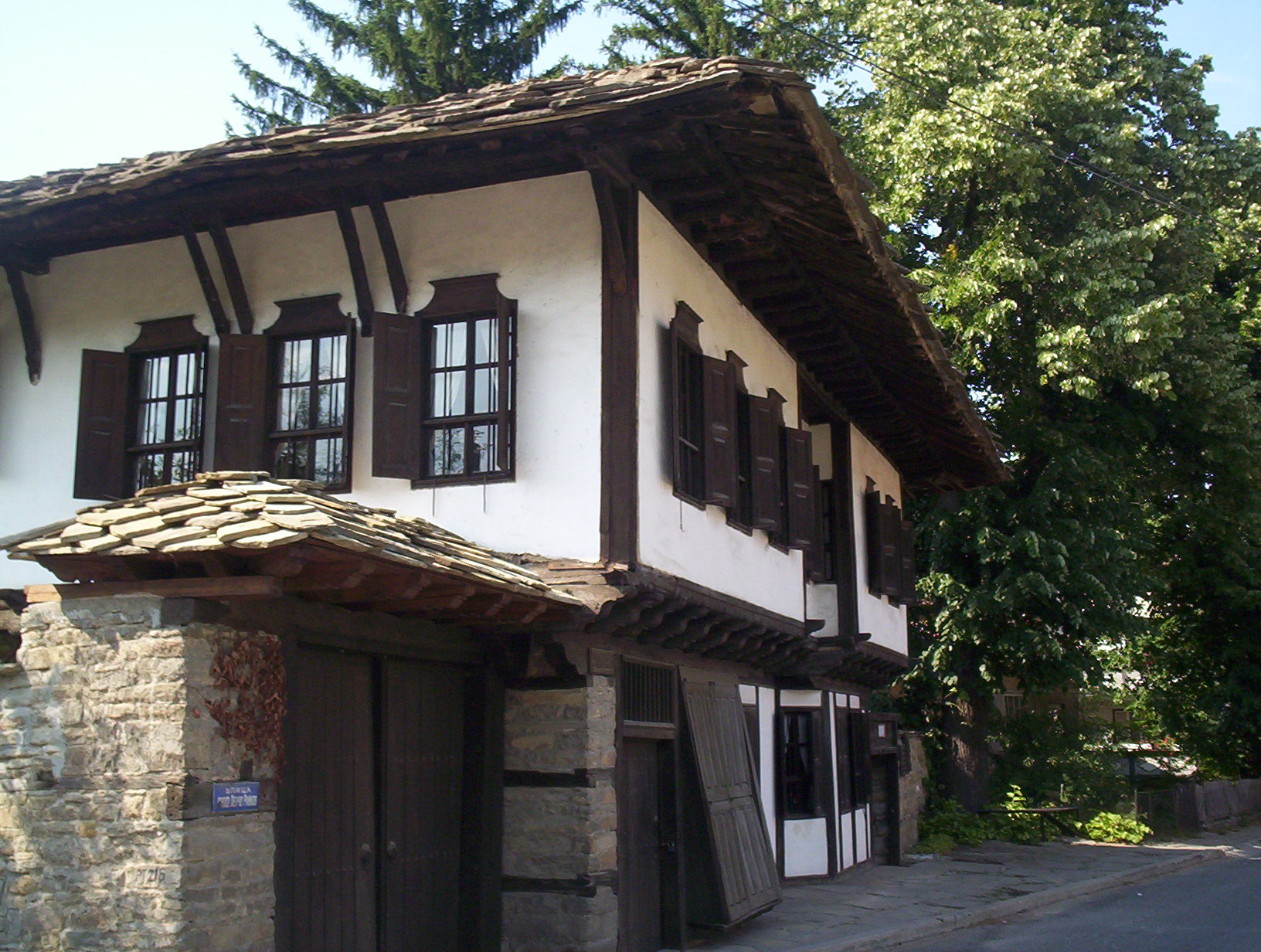
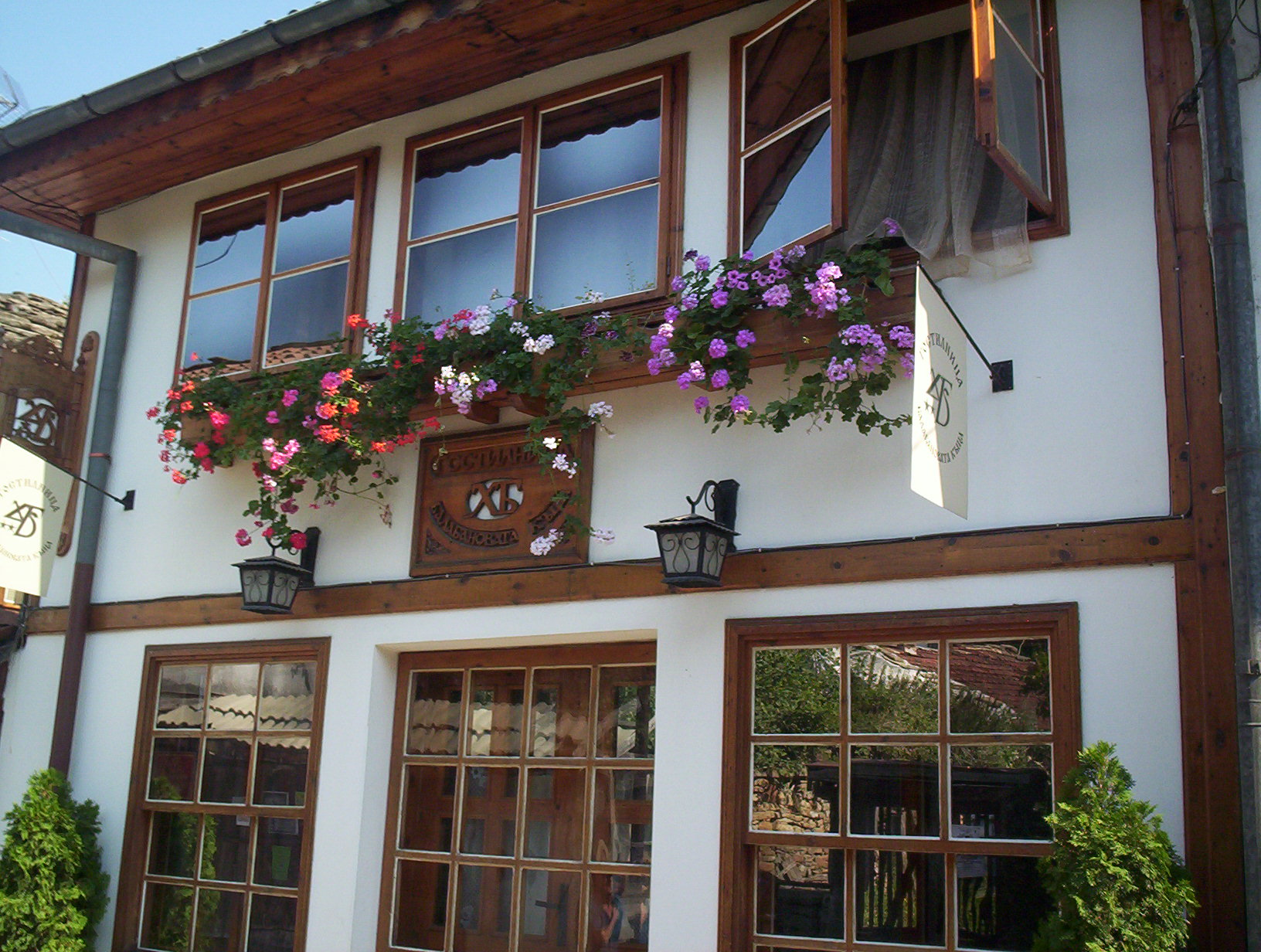
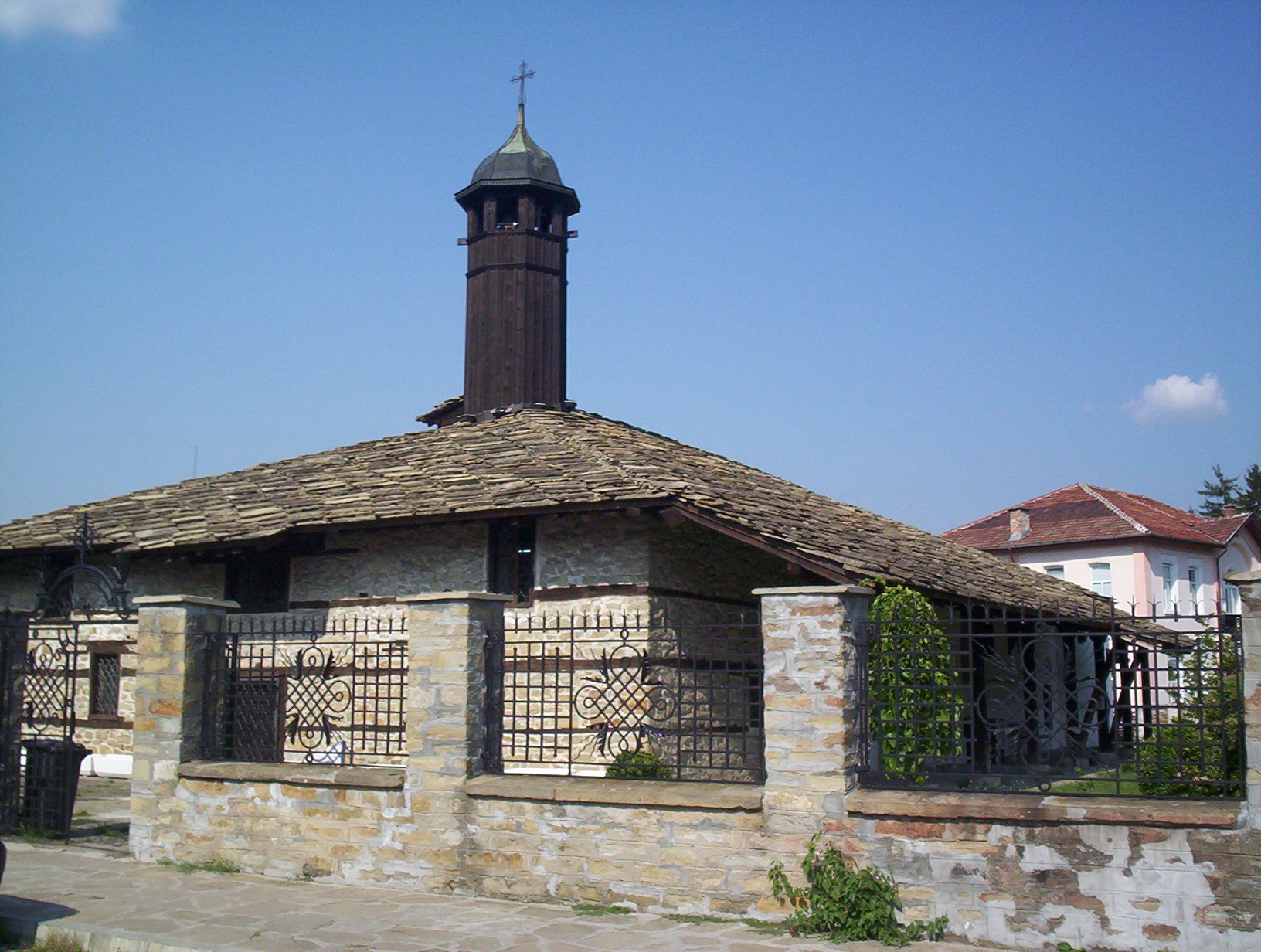
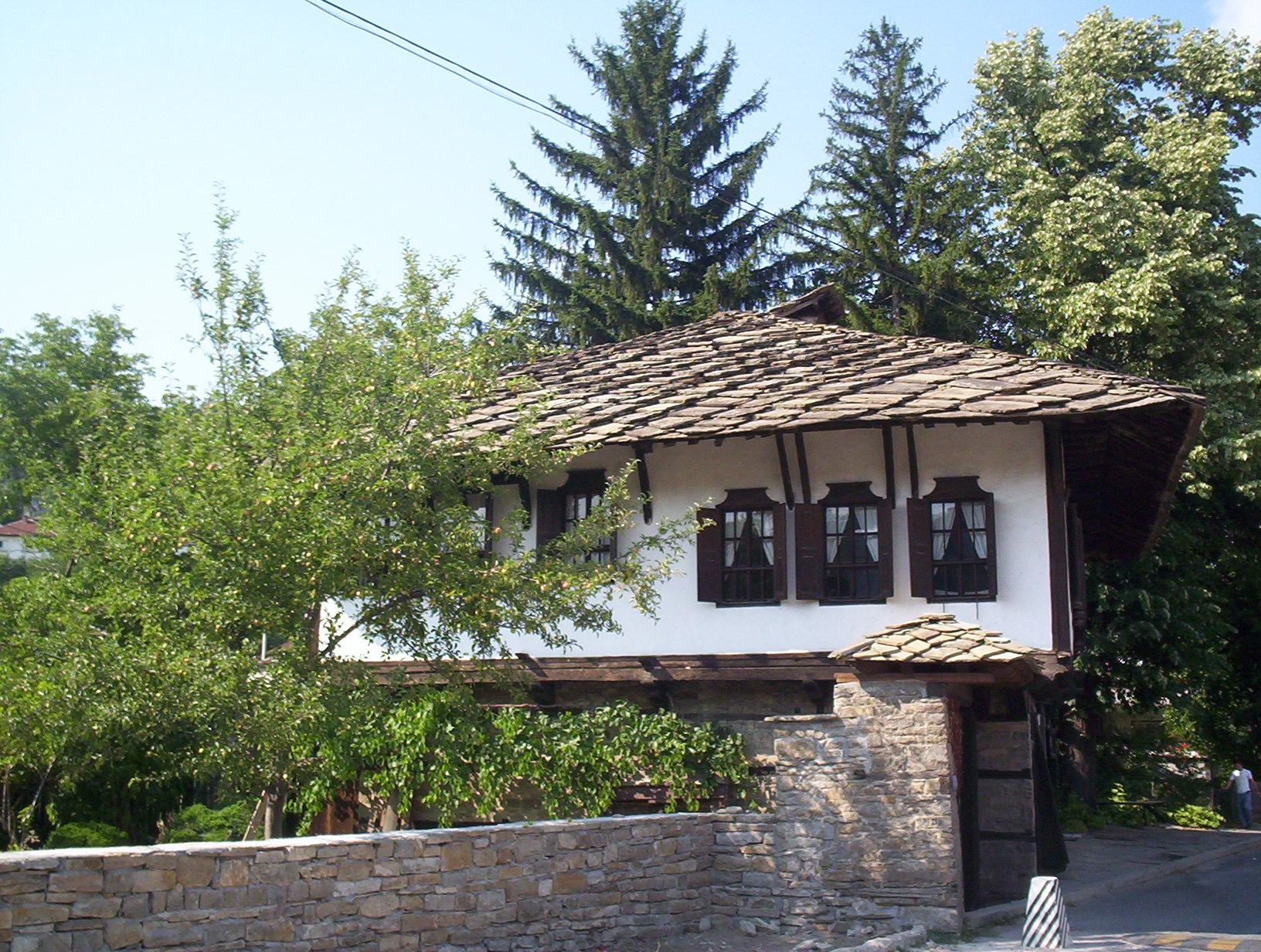
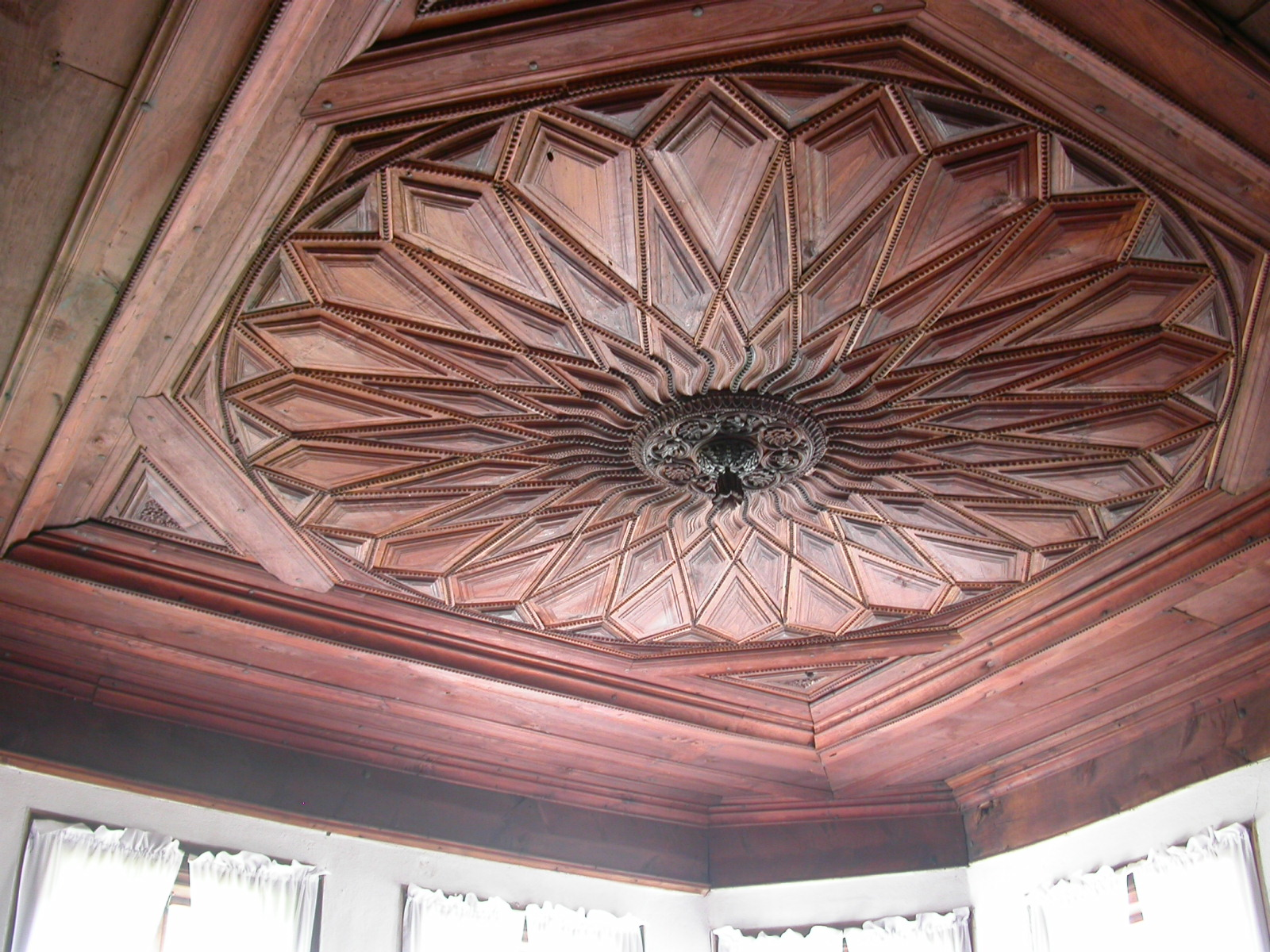

## População
| Triavna | Triavna | Triavna | Triavna | Triavna | Triavna | Triavna | Triavna | Triavna | Triavna | Triavna | Triavna | Triavna | Triavna | Triavna | Triavna | Triavna | Triavna | Triavna | Triavna |
| --- | ------- | ------- | ------- | ------- | ------- | ------- | ------- | ------- | ------- | ------- | ------- | ------- | ------- | ------- | ------- | ------- | ------- | ------- | ------- |
| Ano | 1887    | 1910    | 1934    | 1946    | 1956    | 1965    | 1975    | 1985    | 1992    | 2001    | 2002    | 2003    | 2004    | 2005    | 2006    | 2007    | 2008    | 2009    | 2010    |
| População |         |         |         | 4,355   | 5,965   | 9,690   | 12,532  | 12,909  | 12,491  | 11,223  | 11,131  | 10,940  | 10,742  | 10,548  | 10,393  | 10,291  | 10,160  | 9,998   | 9,831   |
| Fontes: Instituto Nacional de Estatísticas, „citypopulation.de“, „pop-stat.mashke.org“, Bulgarian Academy of Sciences |         |         |         |         |         |         |         |         |         |         |         |         |         |         |         |         |         |         |         |